# Sonate K. 178
La sonate K. 178 (F.128/L.162) en ré majeur est une œuvre pour clavier du compositeur italien Domenico Scarlatti.

## Présentation
La sonate K. 178 en ré majeur, notée Vivo, est la seconde d'un couple de même tonalité, avec la sonate précédente de mouvement plus lent dans une mesure binaire. Le couple suivant (sonates K. 179 et 180) inverse cette alternance binaire/ternaire en présentant d'abord le 
 puis une battue à .

## Manuscrits
Le manuscrit principal est le numéro 2 et dernier du volume II de Venise (1754), copié pour Maria Barbara ; les autres sont Parme VI 28, Münster V 15 et Vienne A 11.

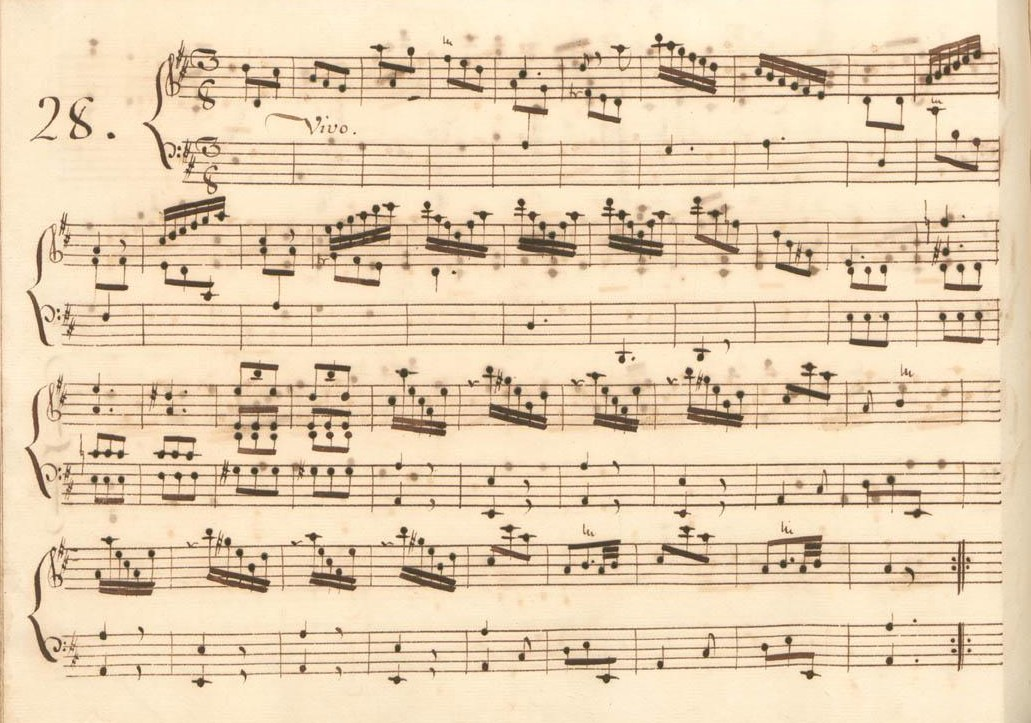
Parme VI 28.
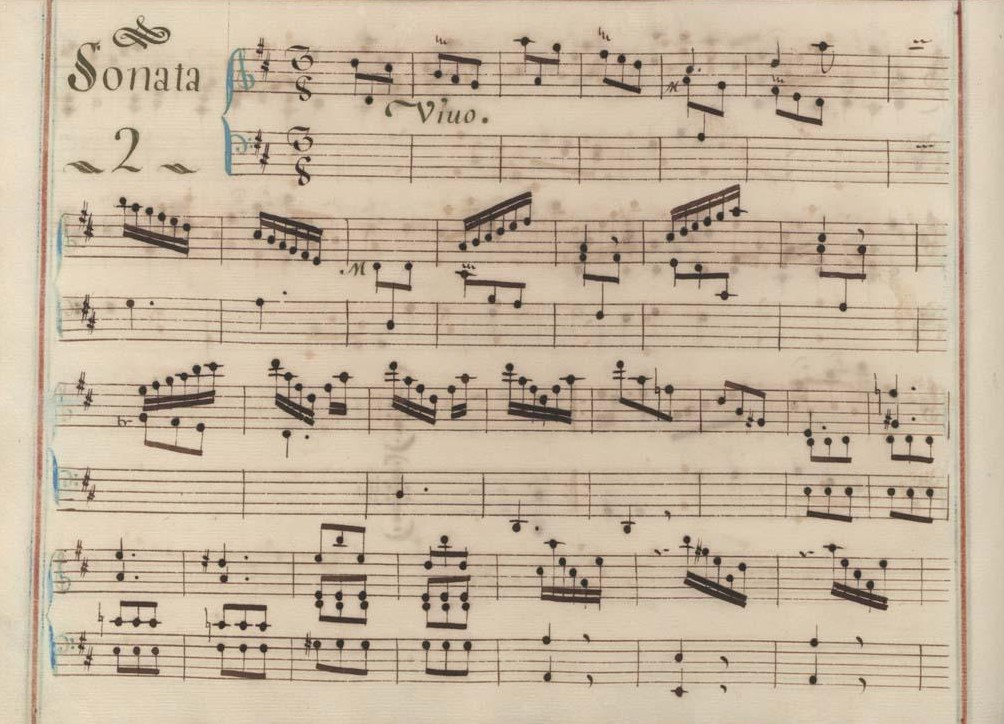
Venise II 2.

## Interprètes
La sonate K. 178 est défendue au piano notamment par Carlo Grante (2012, Music & Arts, vol. 3) et Eylam Keshet (2016, Naxos, vol. 22) ; au clavecin, par Scott Ross (1985, Erato), Kenneth Weiss (Satirino Records), Richard Lester (2001, Nimbus, vol. 1) et Pieter-Jan Belder (Brilliant Classics, vol. 8). La sonate est également très jouée à la guitare : citons parmi tant d'autres Leo Brouwer (1974, Erato), David Russell (1989, Telarc), Stephan Schmidt (1995, Valois), Edoardo Catemario (1996, Arts Music), Thibault Cauvin (2013, Sony) et Roberto Aussel (Æon) qui ont enregistré leur transcription.

## Sources
: document utilisé comme source pour la rédaction de cet article.
- Ralph Kirkpatrick (trad. de l'anglais par Dennis Collins), Domenico Scarlatti, Paris, Lattès, coll. « Musique et Musiciens », 1982 (1re éd. 1953 (en)), 493 p. (ISBN 978-2-7096-0118-4, OCLC 954954205, BNF 34689181).
- Alain de Chambure, « Domenico Scarlatti : Intégrale des sonates — Scott Ross », Erato (2564-62092-2), 1985 (OCLC 891183737) .